# Metasychis gotoi
Metasychis gotoi är en ringmaskart som först beskrevs av Izuka 1902.  Metasychis gotoi ingår i släktet Metasychis och familjen Maldanidae. Inga underarter finns listade i Catalogue of Life.